# Geranium sylvaticum
Il geranio silvano (nome scientifico Geranium sylvaticum (L., 1753)) è una pianta erbacea perenne appartenente alla famiglia delle Geraniaceae, originaria di Europa, Russia asiatica e Groenlandia.

## Tassonomia
La famiglia di appartenenza del “geranio silvano” (Geraniaceae) è un gruppo vegetale di medie proporzioni organizzato in 12 generi per un totale di circa 700 specie.
 Il genere di appartenenza (Geranium) è abbastanza numeroso e comprende circa 420 specie, diffuse soprattutto nelle regioni temperate di tutto il mondo. Una trentina di queste specie sono proprie della flora italiana.

Queste sono raggruppate in sezioni; la specie di questa scheda appartiene alla sezione Geranium.

### Variabilità
La variabilità di questa specie si presenta nelle seguenti caratteristiche morfologiche:
- peli: la quantità di peli ghiandolari è molto variabile;
- foglie: la forma dei segmenti delle foglie non è costante;
- fiori: i fiori possono essere densamente pubescenti come pure più o meno glabri;
- petali: il colore dei petali può variare fino quasi al bianco.

Altre particolarità si possono presentare (soprattutto nelle zone alpine) nella dimensione dei petali (ridotti fino a 6 – 9 mm) e fiori solo femminili per atrofizzazione degli stami.

Nell'elenco che segue sono indicate alcune varietà e sottospecie (l'elenco può non essere completo e alcuni nominativi sono considerati da altri autori dei sinonimi della specie principale o anche di altre specie):
- Geranium sylvaticum L. forma albiflorum Murr
- Geranium sylvaticum L. forma angustisectum Beck
- Geranium sylvaticum L. forma eglandulosum (Celak.) Borza
- Geranium sylvaticum L. forma latisectum Beck
- Geranium sylvaticum L. forma lilacinum Murr
- Geranium sylvaticum L. forma parviflorum (Brittinger) Nyr.
- Geranium sylvaticum L. forma perglandulosum Nyr.
- Geranium sylvaticum L. forma purpureum Murr
- Geranium sylvaticum L. forma roseum Murr
- Geranium sylvaticum L. forma sublilacinum C. G. Westerl.
- Geranium sylvaticum L. subsp. caeruleatum (Schur) D.A.Webb & I.K.Ferguson (1967)
- Geranium sylvaticum L. subsp. lemanianum Briq. (1899)
- Geranium sylvaticum L. subsp. pseudosibiricum (J.C.Mayer) D.A.Webb & I.K.Ferguson (1967)
- Geranium sylvaticum L. subsp. rivulare (Vill.) Rouy (1897)
- Geranium sylvaticum L. subsp. sylvaticum  Kuntze
- Geranium sylvaticum L. subsp. uralense (Kuvaev) Tzvelev (2000)
- Geranium sylvaticum L. var. albiflorum Krylov
- Geranium sylvaticum L. var. glanduligerum Petrova & Kožuharov (1979)
- Geranium sylvaticum L. var. album Weston
- Geranium sylvaticum L. var. alpestre (Schur) Hayek
- Geranium sylvaticum L. var. alpinum (Rupr.) Graebn. in Asch. & Graebn.
- Geranium sylvaticum L. var. angustisectum (Beck) Graebn. in Asch. & Graebn.
- Geranium sylvaticum L. var. argenteum (Geners.) Steud.
- Geranium sylvaticum L. var. borealis Pohle ex Tzvelev
- Geranium sylvaticum L. var. brachypetalum Lecoq & Lamotte in Lamotte
- Geranium sylvaticum L. var. brachystemon (Murr) Graebn. in Asch. & Graebn.
- Geranium sylvaticum L. var. denudatum Celak.
- Geranium sylvaticum L. var. eglandulosum Celak.
- Geranium sylvaticum L. var. fastigiatum Fr.
- Geranium sylvaticum L. var. glabriusculum Gaudin
- Geranium sylvaticum L. var. glandulosum Strobl
- Geranium sylvaticum L. var. grandiflorum Strobl
- Geranium sylvaticum L. var. hirsutum (Rupr.) Graebn. in Asch. & Graebn.
- Geranium sylvaticum L. var. latisectum (Beck) Graebn. in Asch. & Graebn.
- Geranium sylvaticum L. var. myriadenum (Sommier & Levier) Graebn. in Asch. & Graebn.
- Geranium sylvaticum L. var. parviflorum Blytt
- Geranium sylvaticum L. var. ranunculifolium Schur ex Nyman
- Geranium sylvaticum L. var. stroblii (Hayek) Graebn. in Asch. & Graebn.
- Geranium sylvaticum L. var. subeglandulosum (Rupr.) Graebn. in Asch. & Graebn.
- Geranium sylvaticum L. var. subhirsutum Beck
- Geranium sylvaticum L. var. sublilacinum (C. G. Westerl.) Graebn. in Asch. & Graebn.
- Geranium sylvaticum L. var. typicum Hayek
- Geranium sylvaticum L. var. typicum Rupr.
- Geranium sylvaticum L. var. variegatum Weston
- Geranium sylvaticum L. var. vestitum (Lange) Graebn. in Asch. & Graebn.
- Geranium sylvaticum L. var. wanneri (Briq.) Graebn. in Asch. & Graebn.

### Sinonimi
La specie di questa scheda ha avuto nel tempo diverse nomenclature. L'elenco che segue indica alcuni tra i sinonimi più frequenti:
- Geranium alpestre Schur (1866)
- Geranium angulatum Curtis (1792)
- Geranium argenteum Geners.
- Geranium batrachioides Cav. (1787)
- Geranium caeruleo-purpureum Gilib.
- Geranium caroli-principis Pantu. (sinonimo della subsp. caeruleatum)
- Geranium caeruleatum Schur (sinonimo della subsp. caeruleatum)
- Geranium eglandulosum (Celak.) Dalla Torre
- Geranium endressii var. glandulosum Sennen
- Geranium fastigiatum Bab. (1871)
- Geranium knollii Brittinger ex Rchb.
- Geranium krylovii Tzvelev
- Geranium lemanianum Briq.
- Geranium losae Sennen
- Geranium minimum Picard (1837)
- Geranium praealpinum Beck
- Geranium pratese L. subsp, sylvaticum (L.) Bonnier & Layens (1894)
- Geranium pseudosibiricum J.C.Mayer  (sinonimo della subsp. pseudosibiricum)
- Geranium purpureocaeruleum Gilib.
- Geranium rivulare Vill. (sinonimo della subsp. rivulare)
- Geranium sylvestre Olafsen & Povelsen ex Bab.
- Geranium uralense Kuvaev
- Geranium venosum Pers. (1807)

### Specie simili
- Geranium rivulare Vill. - Geranio dei rivi: si distingue per il colore dei petali più chiaro (quasi bianco); le foglie hanno i segmenti più profondamente laciniati; in generale è più piccolo e vegeta mediamente a quote più alte.

## Etimologia
L'etimologia del nome generico (Geranium) si riferisce alla parola greca ”ghéranos” che significa “gru”. Questa associazione probabilmente è nata molto anticamente ed è dovuta alla particolare forma  (a becco) dell'ovario e del frutto delle piante di questo genere. In effetti già Plinio (Como, 23 – Stabia) conosceva questo nome se lo cita nel suo “Libro XXVI”, anche se è opportuno precisare che il Geranio citato dallo scrittore latino era probabilmente un Erodium, in quanto il “geranio” (Pelargonium) come lo conosciamo noi oggi venne importato dall'Africa nel XVII secolo.

L'epiteto specifico ”sylvaticum” (e anche quello comune - “silvano”) deriva dal suo tipico habitat.

Il binomio scientifico attualmente accettato (Geranium sylvaticum) è stato proposto da Carl von Linné (Rashult, 23 maggio 1707 –Uppsala, 10 gennaio 1778), biologo e scrittore svedese, considerato il padre della moderna classificazione scientifica degli organismi viventi, nella pubblicazione Species Plantarum del 1753. 

In lingua tedesca questa pianta si chiama Wald-Storchschnabel; in francese si chiama Géranium des forèts; in inglese si chiama: Wood Crane's-bill.

## Descrizione

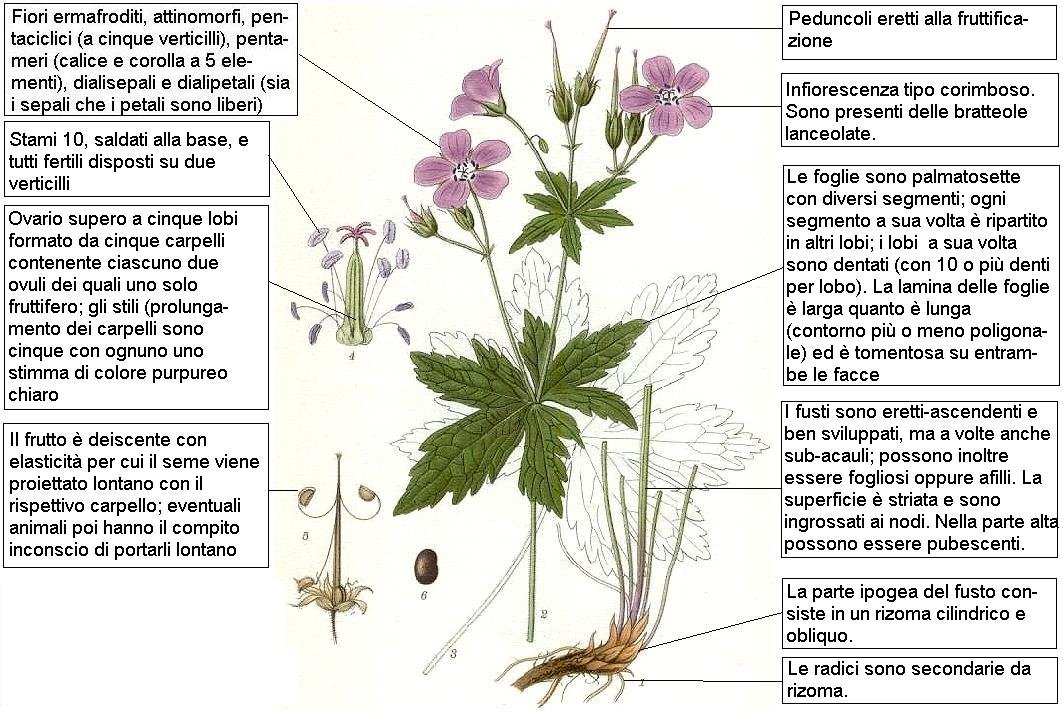
Descrizione delle parti della pianta

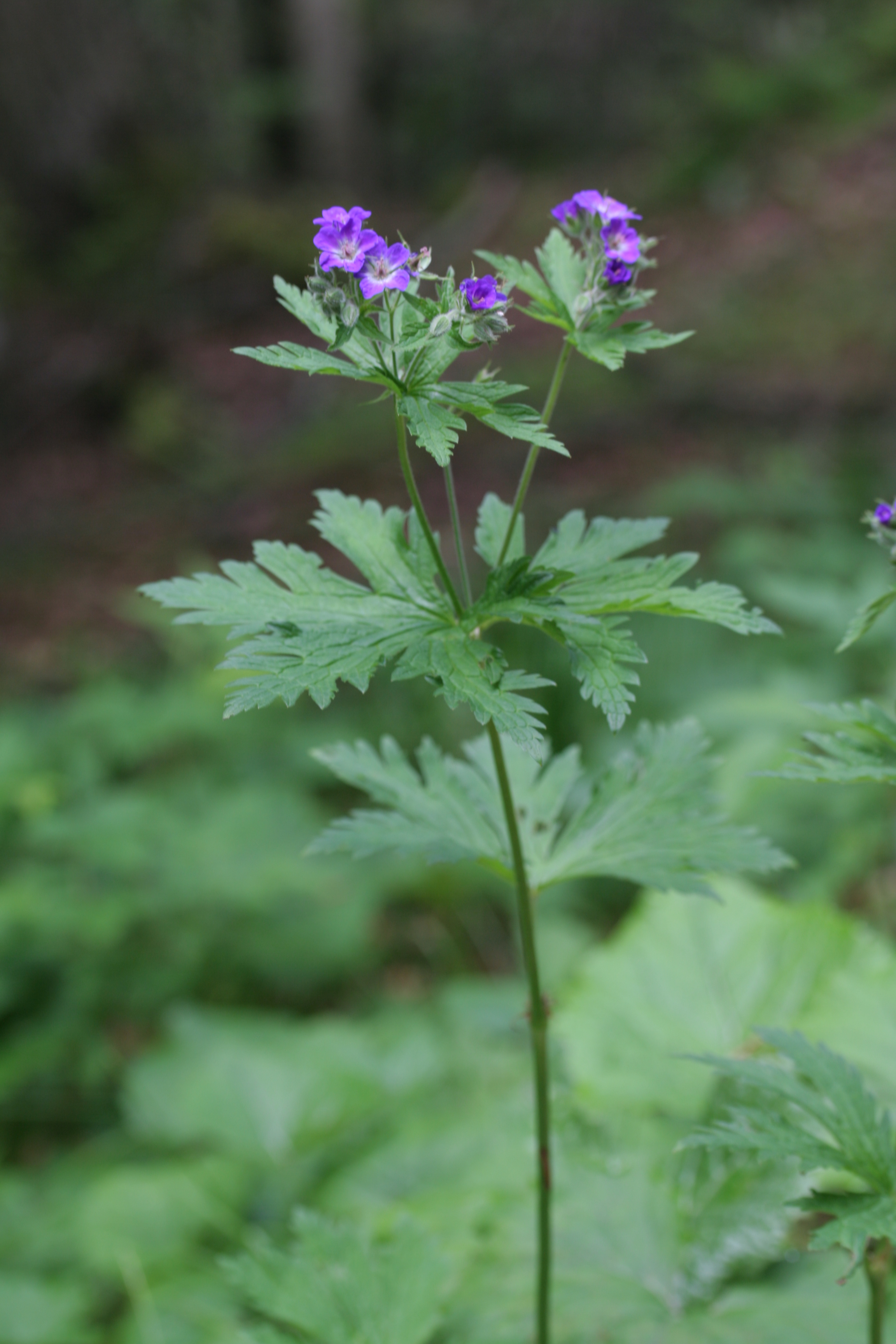
Il portamento
Località: Forcella Aurine, Gosaldo (BL), 1299 m s.l.m. - 11/06/2008

L'altezza media di questa pianta è di circa 3–5 dm (minima 20 cm; massima 80 cm). La forma biologica è emicriptofita scaposa (H scap), ossia è una pianta erbacea, perenne con gemme svernanti al livello del suolo e protette dalla lettiera o dalla neve, dotata di un asse fiorale più o meno eretto e con poche foglie.

### Radici
Le radici sono secondarie da rizoma.

### Fusto
- Parte ipogea: la parte sotterranea consiste in un rizoma cilindrico e obliquo.
- Parte epigea: nella parte aerea i fusti sono eretti-ascendenti e ben sviluppati, ma a volte anche sub-acauli; possono inoltre essere fogliosi oppure afilli. La superficie è striata e sono ingrossati ai nodi. Nella parte alta possono essere pubescenti.

### Foglie

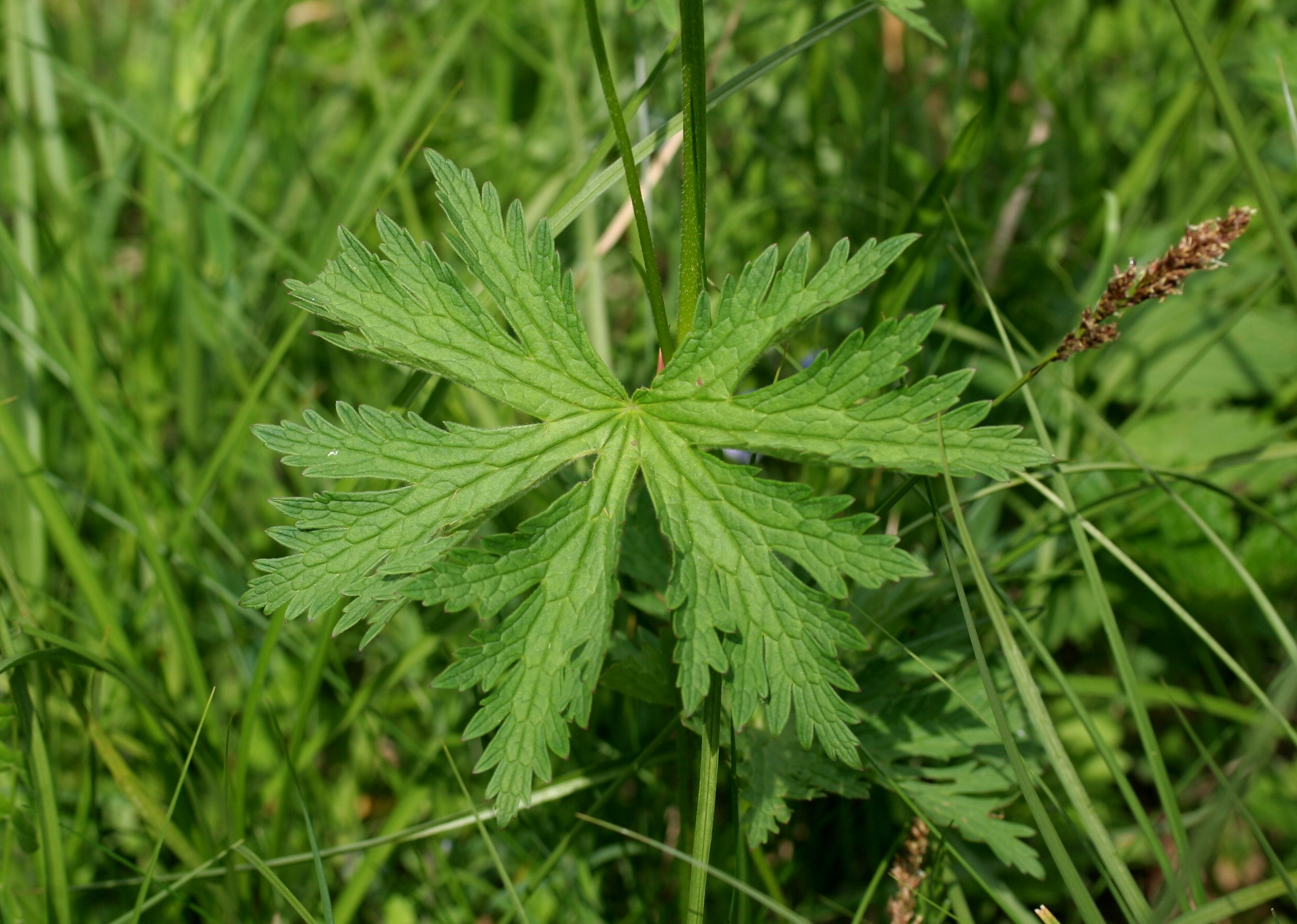
La foglia
Località: Forcella Aurine, Gosaldo (BL), 1299 m s.l.m. - 11/06/2008

La forma delle foglie in generale è palmatosetta (a nervatura pure palmata) con diversi lobi o segmenti; ogni segmento a sua volta è ripartito in altri lobi o lacinie; i lobi  a sua volta sono dentati (con 10 o più denti per lobo). L'apice delle lacinie è acuto (angolo tra i 30° - 80°). La lamina delle foglie è larga quanto è lunga (contorno più o meno pentagonale o esagonale a seconda del numero dei segmenti) ed è pelosa su entrambe le facce (quasi tomentose). Le foglie sono inoltre picciolate. La zona centrale indivisa delle lacinie è di 5 – 20 mm. Sono presenti delle stipole a forma lanceolata.
- Foglie basali: le foglie basali hanno un picciolo 2 – 3 cm e 7 – 9 lobi; dimensione delle foglie basali  7 – 12 cm. Sono inoltre caduche.
- Foglie cauline: le foglie cauline sono leggermente più piccole con circa 5 lobi e sessili. Lungo il fusto sono disposte in modo opposto.

### Infiorescenza

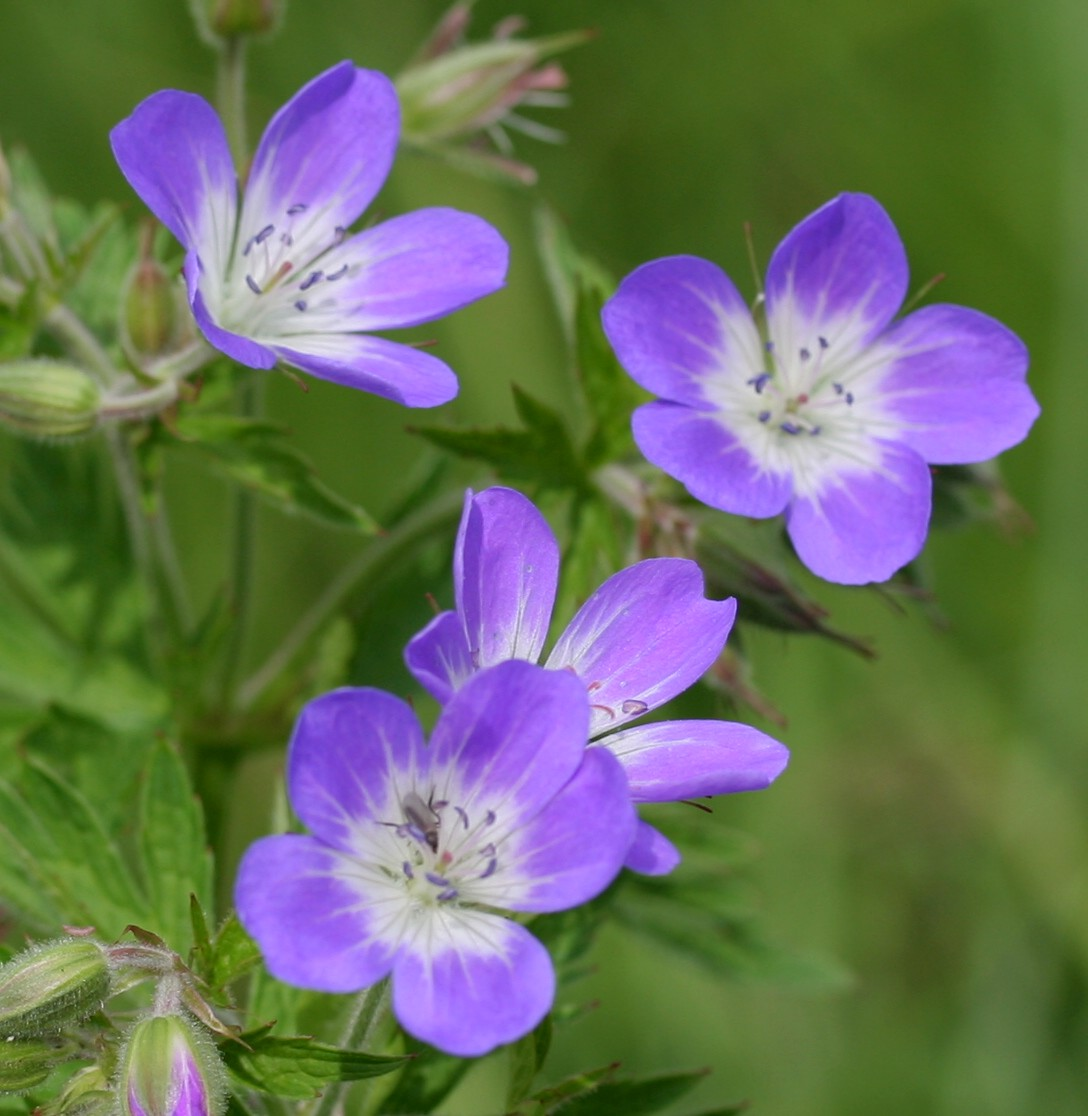
Infiorescenza
Località: Forcella Aurine, Gosaldo (BL), 1299 m s.l.m. - 11/06/2008

L'infiorescenza è di tipo corimboso (anche 10 fiori per pianta); ogni singolo peduncolo è biflore. I peduncoli sono inoltre ghiandolosi e alla fruttificazione sono eretti. Sono presenti delle bratteole lanceolate.

### Fiore

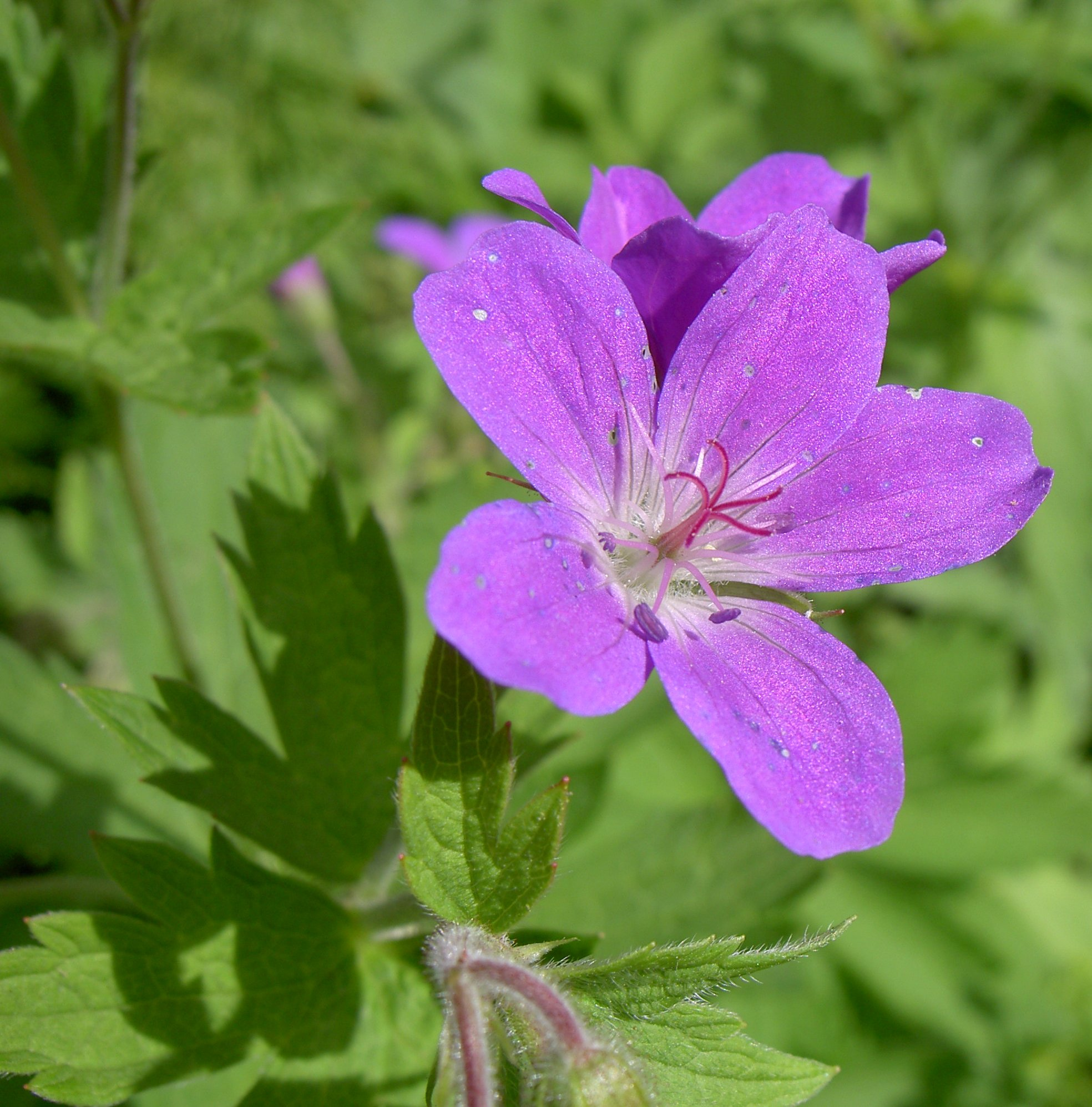
Il fiore

I fiori sono ermafroditi, attinomorfi (con lieve tendenza al zigomorfismo: i petali superiori possono essere appena un po' diversi da quelli inferiori), proterandri (infatti gli stimmi maturano dopo le antere del verticillo più esterno), pentaciclici (a cinque verticilli: calice – corolla – androceo su 2 verticilli - gineceo), pentameri (calice e corolla a cinque elementi), dialisepali e dialipetali (sia i sepali che i petali sono liberi – non saldati tra di loro). Diametro del fiore: 20 – 30 mm.
- Formula fiorale:

* K 5, C 5, A 5+5, G 5 (supero)
- Calice: i sepali a lamina lanceolata sono cinque e disposti in modo semi-embricato (due sepali hanno entrambi i margini nascosti dagli altri sepali; altri due sepali sono completamente liberi; mentre il sepalo rimanente ha un margine ricoperto da un altro sepalo e un margine libero). I sepali sono pelosi ed hanno un apice acuminato. Lunghezza dei sepali: 12 mm.
- Corolla: i petali sono cinque colorati di roseo-violetti; il contorno è intero a forma obovata con apice  retuso; nel centro del petalo è presente una macchia biancastra con alcune sfumature radiali. I cinque petali sono eretti (formano una coppa) e disposti anch'essi in modo embricato ma più regolare dei sepali: ogni petalo ha un margine nascosto dal petalo precedente e l'altro margine sovrapposto al prossimo petalo. Le ghiandole nettarifere sono cinque e disposte in modo opposto ai sepali. Dimensione dei petali: larghezza 10 mm; lunghezza 18 mm.
- Androceo: gli stami sono dieci, saldati alla base, e tutti fertili disposti su due verticilli  con la particolarità che il verticillo esterno matura prima di quello interno. Le antere sono violette ai bordi e più chiare al centro.
- Gineceo: l'ovario è supero a cinque lobi formato da cinque carpelli contenente ciascuno due ovuli dei quali uno solo fruttifero; gli stili (prolungamento dei carpelli/ovario) sono cinque con ognuno uno  stimma di colore purpureo chiaro. Le codette dei carpelli sono concresciute e riunite in modo arcuato a cerchio (e non spiralato come in altri generi della stessa famiglia) a forma di becco. Queste in fase di maturazione si addensano maggiormente rispetto al tessuto adiacente (più precisamente per avvolgimento igroscopico dello stilo) per cui si crea una certa tensione che alla fine fa prorompere all'esterno il relativo carpello trasformato in mericarpo contenente un singolo seme, favorendo così la disseminazione di tipo “epizoocora” (quando i semi rimangono attaccati al corpo degli animali)[2][4][5].
- Fioritura: da giugno ad agosto.
- Impollinazione: impollinazione per entomogamia (a volte anche per autofecondazione anche se normalmente prevale la proterandria).

### Frutti
Il frutto è una capsula (di tipo schizocarpo) composta da 5 acheni (o mericarpi). Ogni achenio contiene un solo seme (achenio monosperma). La parte inferiore del frutto è avvolta nel calice accrescente, mentre la parte superiore consiste in un becco allungato di 2 – 3 mm sormontato dallo stilo persistente. Il frutto è deiscente con elasticità per cui il seme viene proiettato lontano con il rispettivo carpello; eventuali animali poi hanno il compito inconscio di portarli lontano. La superficie dei frutti è liscia. Lunghezza dei frutti: 2 – 3 cm.

## Distribuzione e habitat
- Geoelemento: il tipo corologico (area di origine) è Eurasiatico ma anche Eurosiberiano
- Diffusione: il “geranio silvano” è diffuso ma in modo discontinuo in tutta Italia (manca nelle isole); è comune sulle Alpi, ma raro nel resto del territorio. Sui rilievi europei è ugualmente diffuso (a parte le Alpi Dinariche). È inoltre presente in Asia, e anche nel Nord America (zone del nord-est) dove però è avventizio.
- Habitat: l'habitat tipico per queste piante sono gli ambienti ricchi di humus nelle schiarite dei boschi, prati concimati o zone antropiche (ad esempio vicino alle stalle). Il substrato preferito è sia calcareo che siliceo, con pH neutro e alti valori nutrizionali del terreno che deve essere mediamente umido.
- Diffusione altitudinale: sui rilievi queste piante si possono trovare dai 500 fino a 2300 m s.l.m.; frequentano quindi i seguenti piani vegetazionali: collinare (in parte), montano e subalpino.

## Fitosociologia
Dal punto di vista fitosociologico la specie di questa scheda  appartiene alla seguente comunità vegetale:
Formazione: delle comunità delle macro- e megaforbie terrestri
Classe: Mulgedio-Aconitetea

## Galleria d'immagini

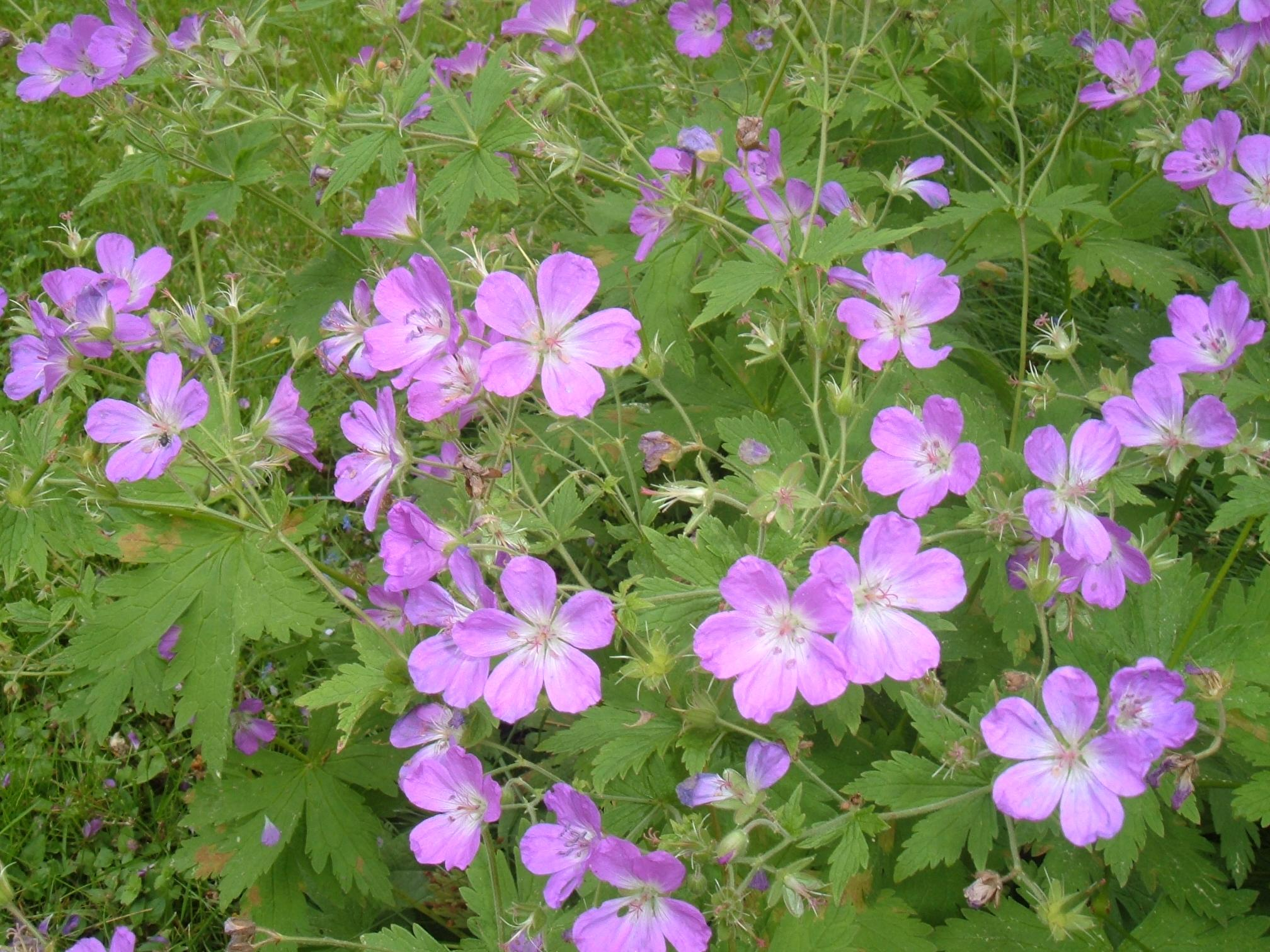
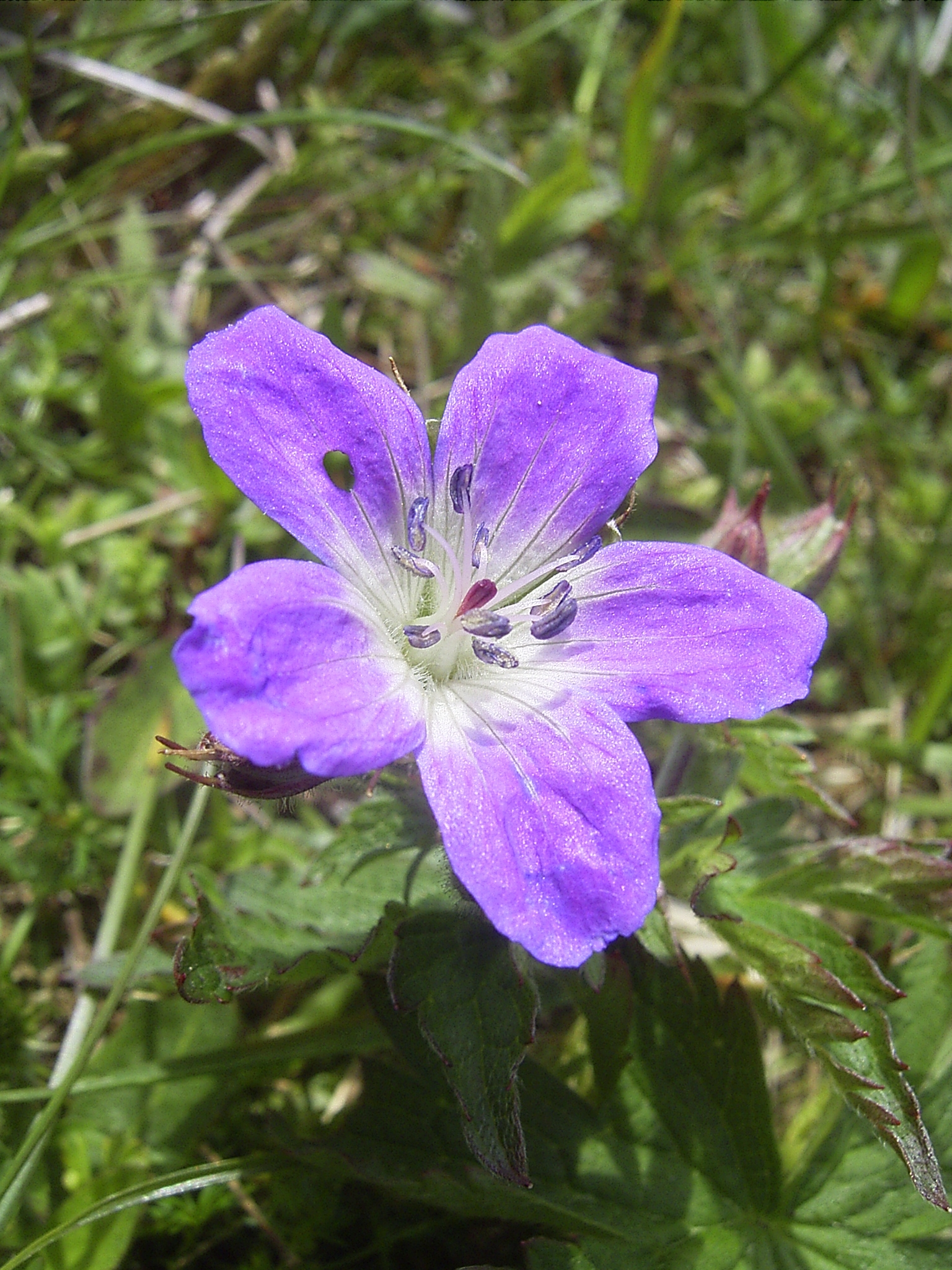
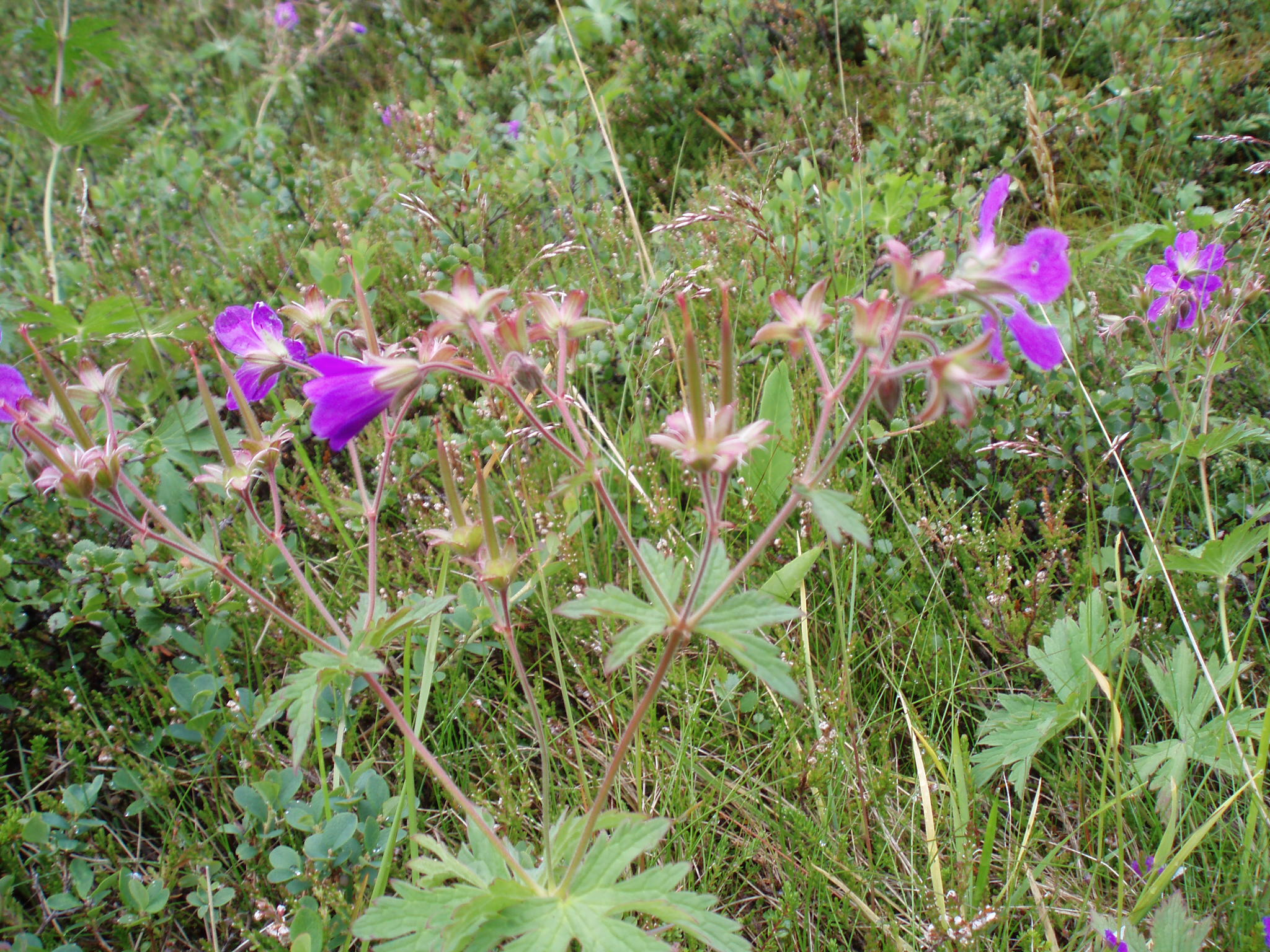
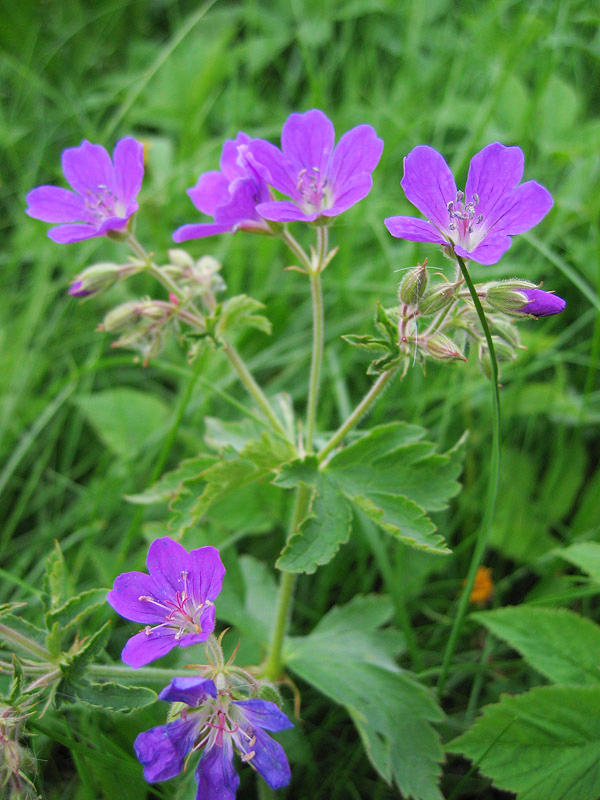